# Chandrakant S. Desai
Chandrakant S. Desai, auch Chandra S. Desai (* 24. November 1936 in Nadisar, Gujarat, Indien; † 28. März 2025), war ein indisch-US-amerikanischer Bauingenieur (Geotechnik), bekannt als Experte für numerische Modellierung in der Geomechanik.
Desai ging in Ahmedabad zur Schule und studierte Bauingenieurwesen am Victoria Jubilee Technical Institute der Universität Bombay mit Bachelor-Abschluss 1959. Danach arbeitete er nach den in Indien dafür üblichen kompetitiven Prüfungen als Bauingenieur in leitender Funktion für verschiedene staatliche Stellen. 1964 ging er in die USA und studierte an der Rice University mit Master-Abschluss 1966 und an der University of Texas at Austin, wo er 1968 promoviert wurde. Danach arbeitete er bis 1974 an der Waterways Experimental Station des United States Army Corps of Engineers in Vicksburg. Ab 1974 lehrte er am Virginia Polytechnic Institute und war danach Professor an der University of Arizona, ab 1989 als Regents Professor. Von 1987 bis 1991 leitete er dort die Fakultät für Bauingenieurwesen und war dort Direktor des Center of Material Modeling and Computational Mechanics.
Neben numerischer Geomechanik einschließlich Entwicklung neuer konstitutiver Modelle entwickelte er auch neue Laborverfahren.
2007 erhielt er den Terzaghi Award. Von 1976 bis 1979 erhielt er den Senior US Scientist Award der Humboldt-Stiftung. 1972 erhielt er den Meritorious Civilian Service Award des United States Army Corps of Engineers. 2001 wurde er Fellow der American Academy of Mechanics (AAM). 2009 erhielt er die Nathan M. Newmark Medal.
Ab 2002 war er Herausgeber des International Journal of Geomechanics und des International Journal of Numerical and Analytical Methods in Geomechanics.
Die IACMAG (International Association for Computer Methods and Advances in Geomechanics) vergibt zu seinen Ehren die Chandra S. Desai Excellence Medal.

## Schriften
- mit J. F. Abel Introduction to the Finite Element Method, Van Nostrand Reinhold, 1972 (ins Japanische und Chinesische übersetzt)
- Elementary Finite Element Method, Prentice Hall 1979
- mit T. Kundu Introductory finite element method, CRC Press 2001
- Mechanics of Materials and Interfaces: the disturbed state concept, CRC Press 2001
- mit H. J. Siriwardane Constitutive Laws for Engineering Materials: with Emphasis on Geologic Materials, Prentice Hall 1984
- mit R. H. Gallagher (Herausgeber) Mechanics of Engineering Materials, Wiley 1985
- als Herausgeber Numerical Methods in Geomechanics, 3 Bände, ASCE 1975
- mit John T. Christian (Herausgeber): Numerical Methods in Geotechnical Engineering, McGraw Hill 1977 (darin von Desai Introduction und Constitutive Laws mit Christian, Two and Three Dimensional Dynamic Analysis mit Christian und José Roesset, Deep Foundations, Flow through porous media sowie mit Lymon C. Reese Laterally loaded piles)